# Glasir
Dans la mythologie nordique, Glasir (en vieux norrois, « rayon de lumière ») est un arbre aux feuilles d'or situé à Ásgard, à l'extérieur de l'enceinte du Valhalla. Glasir est attesté au XIIIe siècle dans le Skáldskaparmál, le second livre de l’Edda de Snorri, où il est mentionné trois fois. La première indique où il se situe, et les autres se focalisent sur son feuillage en or.

## Témoignage
Dans le chapitre 32 du Skáldskaparmál, le « feuillage de Glasir » est considéré comme une métaphore (kenning) pour désigner l'or. Au chapitre 34, la question est posée de savoir « pourquoi l'or est-il appelé le feuillage de Glasir ? ». En réponse, Glasir est décrit comme se situant devant les portes du Valhalla et tout son feuillage est d'or rouge. Un vers non attribué est alors donné :
« Glasir se trouve avec ses feuilles d'or devant les demeures de Sigtýr (un des noms d'Odin) »
Glasir est décrit comme le « plus beau des arbres parmi les dieux et les hommes ». Dans un fragment restant du poème scaldique Bjarkamàl, au chapitre 45, Glasir est (de nouveau) considéré comme étant une métaphore (kenning) désignant l'or (« le feuillage brillant de Glasir »).